# Ōza 2016
L'Ōza 2016 è stata la sessantaquattresima edizione del torneo goistico giapponese Ōza.

## Svolgimento

### Fase preliminare
La fase preliminare serve a determinare chi accede al torneo per la selezione dello sfidante. Consiste in una serie di tornei preliminari iniziali, i cui vincitori si qualificano al torneo per la determinazione dello sfidante.
- W indica vittoria col bianco
- B indica vittoria col nero
- X indica la sconfitta
- +R indica che la partita si è conclusa per abbandono
- +N indica lo scarto dei punti a fine partita
- +F indica la vittoria per forfeit
- +T indica la vittoria per timeout
- +? indica una vittoria con scarto sconosciuto
- V indica una vittoria in cui non si conosce scarto e colore del giocatore

|  | Primo turno      | Primo turno      | Primo turno |  |  | Secondo turno    | Secondo turno    | Secondo turno |     |                 | Semifinali      | Semifinali | Semifinali |  |  | Finale | Finale | Finale |
|  |                  |                  |             |  |  |                  |                  |               |     |                 |                 |            |            |  |  |        |        |        |
|  | Taiki Seto       |                  |             |  |  |                  |                  |               |     |                 |                 |            |            |  |  |        |        |        |
|  | Rin Kono         | Rin Kono         | B+2,5       |  |  | Rin Kono         | Rin Kono         |               |     |                 |                 |            |            |  |  |        |        |        |
|  | Toshimasa Adachi | Toshimasa Adachi |             |  |  | Keigo Yamashita  | Keigo Yamashita  | W+1,5         |     |                 |                 |            |            |  |  |        |        |        |
|  | Keigo Yamashita  | Keigo Yamashita  | W+1,5       |  |  |                  |                  |               |     | Keigo Yamashita | Keigo Yamashita |            |            |  |  |        |        |        |
|  | Tatsuya Shida    | Tatsuya Shida    | W+R         |  |  |                  | Yu Zhengqi       | Yu Zhengqi    | W+R |                 |                 |            |            |  |  |        |        |        |
|  | Mitsuhisa Yukawa | Mitsuhisa Yukawa |             |  |  | Tatsuya Shida    | Tatsuya Shida    |               |     |                 |                 |            |            |  |  |        |        |        |
|  | Yu Zhengqi       | Yu Zhengqi       | W+R         |  |  | Yu Zhengqi       | Yu Zhengqi       | W+R           |     |                 |                 |            |            |  |  |        |        |        |
|  | O Rissei         | O Rissei         |             |  |  |                  |                  |               |     |                 | Yu Zhengqi      | Yu Zhengqi | W+R        |  |  |        |        |        |
|  | Yun Chunho       | Yun Chunho       |             |  |  |                  | Shinji Takao     | Shinji Takao  |     |                 |                 |            |            |  |  |        |        |        |
|  | Shinji Takao     | Shinji Takao     | W+R         |  |  | Shinji Takao     | Shinji Takao     | B+R           |     |                 |                 |            |            |  |  |        |        |        |
|  | Kunio Ishii      | Kunio Ishii      |             |  |  | Shikun Ryu       | Shikun Ryu       |               |     |                 |                 |            |            |  |  |        |        |        |
|  | Shikun Ryu       | Shikun Ryu       | B+R         |  |  |                  |                  |               |     | Shinji Takao    | Shinji Takao    | B+R        |            |  |  |        |        |        |
|  | Makoto Son       | Makoto Son       |             |  |  |                  | Naoki Hane       | Naoki Hane    |     |                 |                 |            |            |  |  |        |        |        |
|  | Naoki Hane       | Naoki Hane       | W+5,5       |  |  | Naoki Hane       | Naoki Hane       | W+1,5         |     |                 |                 |            |            |  |  |        |        |        |
|  | Sakiya Numadate  | Sakiya Numadate  |             |  |  | Daisuke Murakawa | Daisuke Murakawa |               |     |                 |                 |            |            |  |  |        |        |        |
|  | Daisuke Murakawa | Daisuke Murakawa | W+R         |  |  |                  |                  |               |     |                 |                 |            |            |  |  |        |        |        |

### Finale
La finale è una sfida al meglio delle cinque partite.